# Bruce Gowers
Bruce Gowers (1940. december 21. – Santa Monica, Kalifornia, 2023. január 15.) Primetime Emmy-díjas angol televíziós és videókliprendező. Legelső és egyik legismertebb munkája a Queen rockegyüttes Bohemian Rhapsody című dalához készített klipje volt 1975-ben. Az innovatív, a korabeli technikai lehetőségeket kiaknázó filmet a legelső videóklipek között tartják számon. A film ismert alapállását az együttes Queen II című albumának borítójáról mintázta.
A klip sikere után Gowers a műfaj egyik keresett rendezője lett, egyike volt a legtöbb klipet leforgató rendezőknek az 1970-es és 1980-as években. Később a nevéhez fűződött a hosszú ideig futó Kidsongs című gyermekműsor, amelyben tehetséges gyermekek által előadott ismert dalokat vettek filmre. Humoristák filmjeinek készítésénél is közreműködött.
2001 és 2010 között az American Idol műsorok rendezőjeként dolgozott, a 2009-es évadban végzett munkájáért Emmy-díjat nyert.

## Válogatott rendezései
- Queen: Bohemian Rhapsody (1975)
- Queen: You’re My Best Friend (1976)
- Queen: Somebody to Love (1976)
- Queen: Tie Your Mother Down (1977)
- Genesis: Robbery, Assault and Battery (1976)
- Genesis: Ripples (1976)
- Genesis: A Trick of the Tail (1976)
- Michael Jackson: Rock with You (1979)
- Michael Jackson: She’s Out of My Life (1980)
- The Jacksons: Can You Feel It (1980)
- Prince: Controversy
- Prince: Sexuality
- Prince: 1999
- Huey Lewis and the News: The Heart of Rock & Roll (1984)
- Rod Stewart: Da Ya Think I’m Sexy?
- Rod Stewart: Tonight’s the Night (Gonna Be Alright)
- Rod Stewart: I Was Only Joking
- Rod Stewart: Hot Legs
- KISS: World Without Heroes